# Montagnac-Montpezat
Montagnac-Montpezat è un comune francese di 426 abitanti situato nel dipartimento delle Alpi dell'Alta Provenza della regione della Provenza-Alpi-Costa Azzurra.
Il comune è nato il 1º gennaio 1974 dalla fusione-associazione dei preesistenti comuni di Montagnac e Montpezat.

## Società

### Evoluzione demografica
Abitanti censiti